# Bevin Glacier
Bevin Glacier är en glaciär i Antarktis. Den ligger i Västantarktis. Argentina, Chile och Storbritannien gör anspråk på området. Bevin Glacier ligger 177 meter över havet.
Terrängen runt Bevin Glacier är huvudsakligen kuperad, men österut är den platt. Bevin Glacier ligger nere i en dal. Trakten är obefolkad. Det finns inga samhällen i närheten.